# 重庆师范大学
29°36′54″N 106°17′58″E / 29.61500°N 106.29944°E
重庆师范大学（英文：Chongqing Normal University，缩写：CQNU、CNU，简称：重庆师大、重师大、重师），是一所位于中国重庆市的公立综合性大学。目前该校在重庆共有3个校区，分别位于虎溪、沙坪坝和北碚。
重庆师范大学创办于1954年，办学历史可追溯到1906年创立的官立川东师范学堂。首任校长由邓小平胞弟，历任重庆市副市长、湖北省副省长邓垦出任。1960年，时任中国科学院院长郭沫若同志亲笔题写了校名。2003年，由教育部批准重庆师范学院正式更名为重庆师范大学。

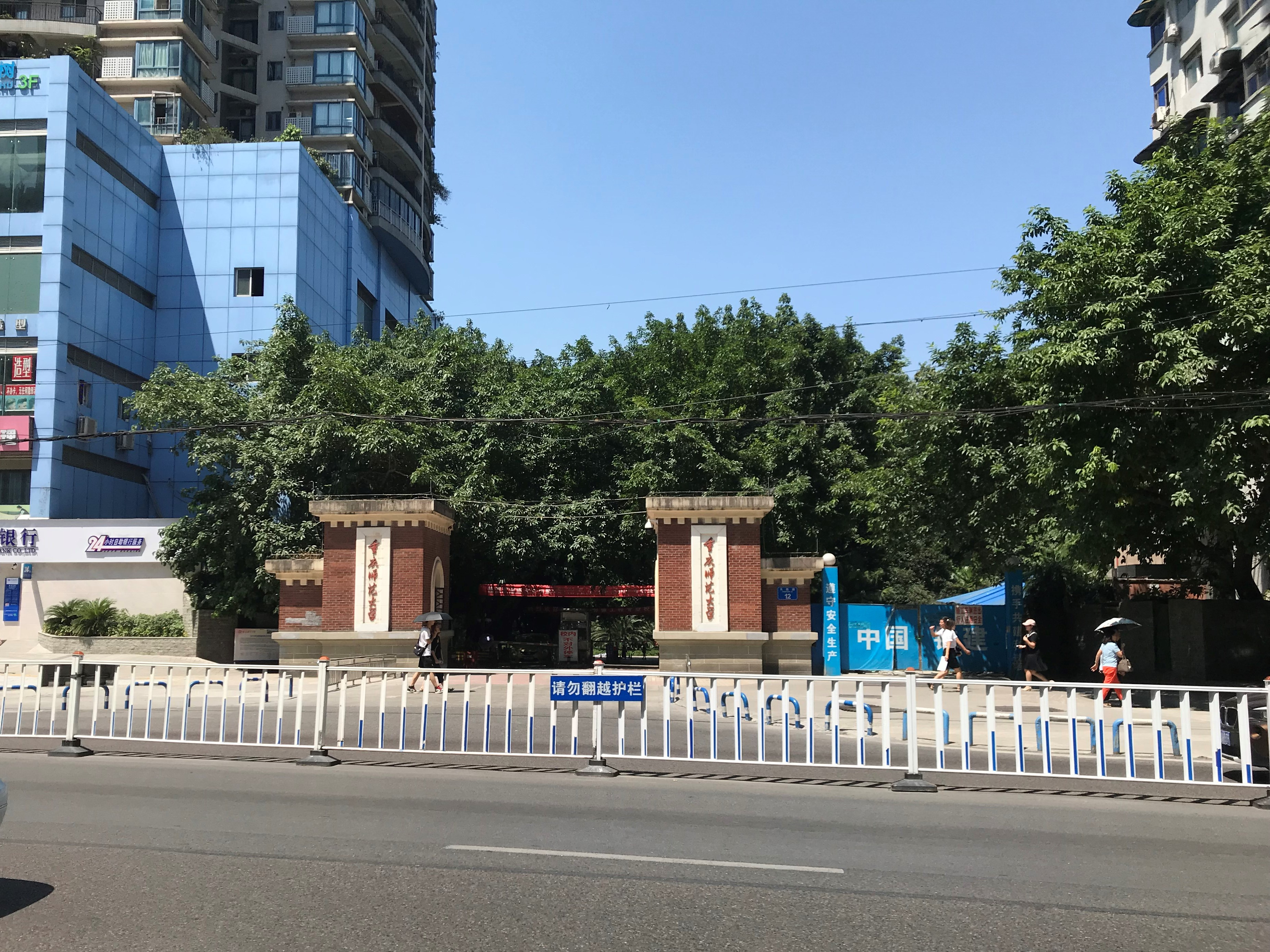
沙坪坝校区

## 院系设置
学校现有17个学院：
- 马克思主义学院
- 历史与社会学院
- 教育科学学院
- 体育与健康科学学院
- 文学院
- 外国语学院
- 音乐学院
- 美术学院
- 新闻与传媒学院（新媒体学院）
- 数学科学学院
- 物理与电子工程学院
- 化学学院
- 生命科学学院
- 地理与旅游学院
- 经济与管理学院
- 计算机与信息科学学院
- 初等教育学院

## 学科发展
目前，重庆师范大学是一所以人文学科见长，师范教育和特殊教育为特色，文理工学科协调发展的综合性高等学府。专业涵盖哲学、经济学、法学、教育学、文学、历史学、理学、工学、农学、管理学、艺术学等11个学科门类，是一所综合性大学。
截至2016年1月，学校共有一级学科硕士点17个、二级学科硕士点86个、专业学位硕士点10个、职教硕士学位授权点1个、高师硕士学位授权1个、本科专业68个，覆盖11个学科门类。

### 特色专业

#### 国家级特色专业
- 数学与应用数学
- 旅游管理
- 汉语言文学

#### 市级特色专业
- 广播电视编导
- 生物科学
- 生物技术

### 重点学科

#### 市级重点学科
- 数学一级学科
- 运筹学与控制论
- 动物学
- 生态学
- 课程与教学论
- 教育学
- 中国现当代文学
- 人文地理学
- 专门史
- 考古学
- 特殊教育学
- 文艺学
- 中国古代文学
- 中国语言文学
- 系统理论
- 马克思主义理论
- 学前教育专业
- 外国语言文学
- 系统理论
- 计算机科学与技术
- 应用经济学

### 卓越农林人才教育培养计划
- 食品质量与安全

### 卓越教师培养计划
- 基于UGIS联盟的卓越小学全科教师培养模式改革与实践
- 复合型卓越特殊教育教师培养改革与实践

## 科研平台
“十一五”以来，学校先后承担国家“973”和“863”课题、国家自然科学基金重点项目、面上项目及国家社会科学基金项目等国家级科研项目248项，省部级项目1409项；发表学术论文10700余篇，其中被SCI等三大检索系统收录论文超过1800篇。科技成果获教育部自然科学一等奖、人文社科三等奖，重庆市自然科学一等奖、社科一等奖等省部级以上奖励97项。

### 重点实验室

#### 教育部重点实验室
- 最优化与控制重点实验室

#### 市级重点实验室
- 运筹学与系统工程重点实验室
- 运筹学与控制论重点实验室
- 动物生物学重点实验室
- 植物环境适应分子生物学重点实验室
- 光电功能材料重庆市重点实验室
- 光学工程重点实验室
- 特殊儿童心理诊断与教育技术重点实验室
- 动物生物学重点实验室
- 地理信息系统应用研究重点实验室
- 三峡库区地表过程与环境遥感重点实验室

### 重点研究基地

#### 市级人文社科重点研究基地
- 儿童发展与教师教育研究中心
- 课程与教学研究基地
- 三峡文化与社会发展研究院
- 抗战文史研究基地
- 高校党建研究咨政中心
- 公民道德与社会建设研究中心
- 精神文明建设与测评中心
- 学校社区建设与发展研究中心

### 工程研究中心

#### 教育部工程研究中心
- 活性物质生物技术工程研究中心

#### 市级工程研究中心
- 重庆市生物活性物质工程研究中心
- 重庆市特色作物资源工程技术研究中心

### 省部共建单位

#### 国家财政部
- 重庆师范大学历史研究所
- 重庆师范大学中华民国史研究中心

#### 重庆市教育委员会
- 重庆音乐学院

#### 重庆市委宣传部
- 重庆新闻学院

#### 重庆市旅游局
- 重庆旅游学院

#### 重庆市残联
- 重庆师范大学特殊教育康复研究基地

### 院校共建单位

#### 中国社会科学院
- 重庆师范大学中国古代文明与国家起源研究中心

#### 俄罗斯教育科学院
- 重庆师范大学中俄科技考古研究所

#### 香港中文大学、香港理工大学
- 渝港运筹学与系统工程研究中心

### 创新团队

#### 市级创新团队
- 最优化理论及应用创新团队
- 非线性系统理论及应用
- 动物科学创新团队
- 特殊儿童教育研究创新团队
- 资源环境与生态建设创新团队
- 新型功能材料物性及应用创新团队
- 植物环境适应分子生物学市级创新团队

## 师资建设
学校有教职工2200余人，其中专任教师1776余人；正高职称教师244人，副高职称教师513人；具有硕士学位教师909人，具有博士学位教师450人。具有硕士、博士学位教师占专任教师76%以上，博士生导师25人，硕士生导师398人。有“新世纪百千万人才工程”国家级人选3人，海外青年学者合作研究基金获得者1人，有突出贡献的中青年专家国家级人选1人及省部级人选6人，教育部“新世纪优秀人才支持计划”入选者5人，享受国务院政府特殊津贴专家13人，全国杰出专业技术人才1人，“中国青年科技奖”获得者1人，全国优秀教师4人，教育部“优秀青年教师资助计划”入选者2人，教育部“高校青年教师奖”获得者1人，教育部高等学校教学指导委员会委员7人，重庆市专家工作室首席专家2人，重庆市“两江学者”特聘教授2人，重庆市杰出专业技术人才、优秀专业技术人才3人，重庆市高层次人才特殊支持计划人选3人、重庆市“巴渝学者”特聘教授7人，省（直辖市）级学术技术带头人及后备人选40人,重庆市“322重点人才工程”一、二层次人选7人，省（直辖市）级名师获得者3人，重庆市优秀人才支持计划11人， 重庆市高校优秀中青年骨干教师32人，重庆市高等学校青年骨干教师资助计划12人，重庆市中青年骨干教师资助计划71人。

### 代表性教材

#### “十一五”国家级规划教材
- 《幼儿园课程与活动指导》
- 《学前儿童科学活动指导》
- 《幼儿文学》
- 《幼儿教师语言》

### 精品课程

#### 国家级精品课程
- 教师语言技能
- 幼儿文学与幼儿成长
- 中学数学教学设计

#### 市级精品课程
- 幼儿园课程与活动指导
- 学前教育学
- 特殊教育学
- 特殊儿童个别化教育学
- 学前儿童心理与教育原理研究
- 设计素描
- 数学教学论
- 数学分析

### 教学团队

#### 市级
- 马克思主义哲学课程群
- 学前教育核心课程群
- 英美文学课程群教
- 函数与分析课程群
- 数学教师教育课程群

### 教育示范中心

#### 市级教育示范中心
- 重庆市地理实验教学示范中心
- 重庆市考古学及博物馆学实验教学示范中心
- 重庆市计算机实验教学示范中心

### 培训基地

#### 国家级培训基地
- 国务院侨务办公室华文教育基地
- 教育部全国重点建设职教师资培训基地
- 国家汉办汉语国际推广师资培训基地

#### 市级培训基地
- 重庆市高校思想政治理论课师资培训基地
- 重庆市幼儿教育教师研修陪训基地
- 重庆市特殊教育研究培训基地
- 重庆市普通中小学教师市级培训基地
- 中德（重庆）职业教育示范基地
- 重庆市职教师资培训集团
- 重庆市管乐师资培训基地
- 重庆市传媒教育示范基地
- 重庆市数字影视制作实验教学中心
- 重庆新闻学院实训中心
- 重庆市高校物理实验教学示范中心
- 生命科学市级实验教学示范中心

## 校园环境

### 图书馆
学校三个校区各有1个图书馆，面积46251平方米，阅览座位4529个。纸质图书270余万册，本地镜像电子图书104万种，本地镜像资源容量达55TB，数据库共46个，校园网实现校区全覆盖。

### 博物馆
重庆师范大学博物馆座落于虎溪校区，落成时间为1984年，于2014年10月迁至大学城新馆。 
该馆筹建于20世纪70年代，1984年开始对学生开放，1999年对社会开放，此后规模不断扩大。大学城新馆近3000平方米。博物馆多年来紧密围绕人文科学教学与科研开展藏品收集与研究，形成了独特的学术研究传统和藏品风格。对外开放的展厅主要有：三峡文明、凝固之史、艺术之韵、民俗文化、科技考古、文物保护六个部分。
建馆以来接待国内外来宾，大、中、小学学生等数万人。新馆迁至大学城新校区后，成为辐射大学城10余所大学及周边单位、群众的重要文化场所。前来参观的人次已逾2万余人。除重庆本地学校教职工及学生外，前来参观的还有国家文物局、教育部、省市相关领导，美国、俄罗斯、日本、加拿大、希腊、德国、泰国等专家学者，以及香港、澳门、台湾等地学者等。  

## 校史追溯

### 清朝时期
1906年（清光绪三十二年），在川东道尹张振慈倡议下创办了官立川东师范学堂，首任监督（校长）为杨霖。

### 民国时期
1914年，官立川东师范学堂更名为川东联合县立师范学校。同年，“应时地之需要”，由前巡按使陈廷杰函请吴季昌先生在重庆创立四川省立第二女子师范学校。
1928年，官立川东师范学堂改组维持会设校董事会。
1930年，官立川东师范学堂更名为川东共立师范学校。
1934年，重庆大学原有高中班并入川东共立师范学校。
1935年，川东共立师范学校更名为川东联立师范学校。
1936年，川东联立师范学校更名为四川省立川东师范学校。
1940年，国立九中（安徽省立中学）师范班并入四川省立川东师范学校。
1949年，四川省立北碚师范并入四川省立川东师范学校。

### 中华人民共和国时期

#### 建国初期
1949年，四川省立川东师范学校更名为重庆川东师范学校。
1951年，重庆川东师范学校与重庆市立师范学校合并后，更名为重庆市第一师范学校。
1954年，西南文教部、重庆市人民委员会批准建立重庆师范专科学校。同年，四川省立第二女子师范学校与重庆市第一师范学校、西师附中师范班合并为重庆市师范学校。 
1955年，重庆市师范学校更名为四川省重庆市师范学校。 
1956年，四川省重庆市师范学校幼师科分出设校，正式成立四川省重庆幼儿师范学校。 
1958年，抽调部分教师成立四川省第二师范学校。同年，四川省重庆师范学校更名为四川省重庆第一师范学校。 
1960年，重庆师范专科学校升格为重庆师范学院。 
1962年，成都师范专科学校并入重庆师范学院。 
1970年，四川省重庆第一师范学校外语科分出设校，成立四川省第三师范学校。 
1984年，四川省重庆第一师范学校抽调部分教师，组建重庆教育学院。 

#### 直辖市时期
1997年，四川省重庆第一师范学校更名为重庆市第一师范学校。 
2001年，重庆幼儿师范学校、重庆纺织职工大学并入重庆师范学院。 
2003年，重庆市第一师范学校并入重庆师范学院。同年，重庆师范学院升格为重庆师范大学。 
2020年12月18日，经中华人民共和国教育部批准，原由重庆师范大学管理的独立学院重庆师范大学涉外商贸学院脱离该校管理，并转设为民办普通高等学校重庆对外经贸学院，由重庆海莱科教发展有限公司全资持有。

## 国际合作
重庆师范大学先后与美国、俄罗斯、加拿大、澳大利亚、瑞典、马来西亚等20多个国家和地区的教育机构建立了友好合作关系，开展国际交流与合作。在卢旺达、斯里兰卡、印度尼西亚、英国等国创办“孔子学院”、“汉语师范学院”。与日本国际交流基金会合作建立“重庆中日交流之窗”。

### 国际组织成员
- 国际聋人高等教育网络（即PEN项目）

### 政府间合作
- 中德（重庆）职教合作示范基地

### 合作院校
- 美国加州大学伯克利分校（University of California, Berkeley）
- 美国斯坦福大学（Stanford University）
- 意大利匹萨大学（Università di Pisa）
- 加拿大多伦多大学（University of Toronto）
- 加拿大滑铁卢大学（University of Waterloo）
- 加拿大约克大学（University of York）
- 英国伦敦大学（University of London）
- 日本法政大学（Hosei University）
- 日本信州大学（Shinshu University）

### 合作企业
- 富士康重庆信息中心
- 印度国家信息技术学院重庆直属中心
- 成都新加坡电信公司
- 加拿大EIE （Education In English）英语教育中心

## 知名校友

### 学界
| 马志明 | 中国科学院院士 |

| 陶丰 | 劳伦斯伯克利国家实验室研究员 |

| 周旬   | 重庆大学党委书记           |
| 陈放   | 四川大学生命科学学院院长   |
| 汪太贤 | 西南政法大学行政法学院院长 |
| 张志林 | 复旦大学哲学系教授         |
| 查屏球 | 复旦大学中文系教授         |
| 何景熙 | 四川大学人口学教授         |

### 政界
| 谭力   | 海南省常务副省长         |
| 刘学普 | 重庆市政法委书记         |
| 卢晓钟 | 重庆市人大常委会副主任   |
| 夏培度 | 重庆市政协副主席         |
| 崔坚   | 重庆市国资委主任         |
| 谢礼国 | 重庆市委组织部副部长     |
| 邹吉祥 | 四川省新闻出版广电局局长 |

### 商界
| 尹家绪 | 中国兵器工业集团公司董事长 |